# Phospholipase A2 procaryotique

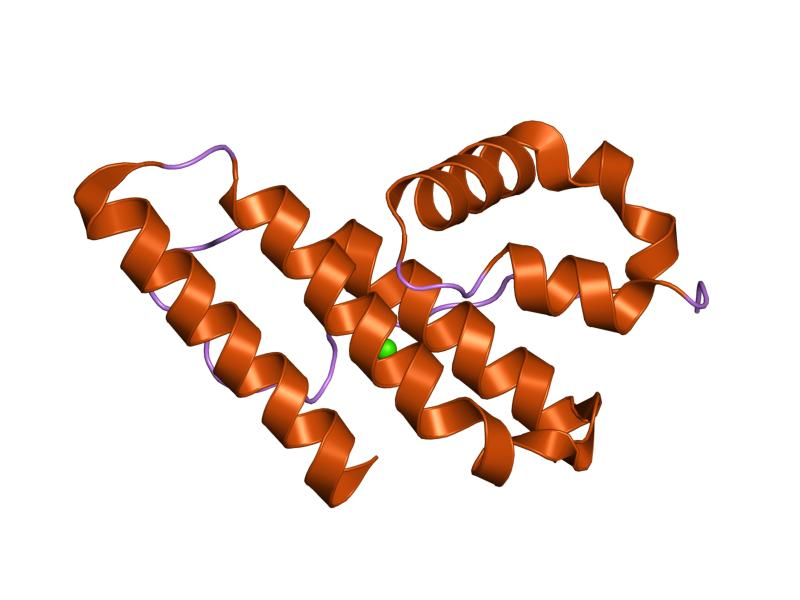
Structure d'une PLA2 procaryotique.

La phospholipase A2 procaryotique est une enzyme qui fait partie des phospholipases de bactéries et de mycètes. Elle catalyse le clivage de l'acide gras estérifiant le carbone 2 du glycérol d'un phosphoglycéride. Le site actif de l'enzyme a une structure secondaire en hélice α, exactement de cinq hélices α et deux segments hélicoïdaux.